# Gmina Dimitrovgrad
Gmina Dimitrovgrad (serb. Opština Dimitrovgrad / Општина Димитровград) – jednostka administracyjna najniższego szczebla w Serbii, w okręgu pirockim.

## Skład etniczny
- Bułgarzy – 5 836 (49,68%)
- Serbowie – 3 005 (25,58%)
- Jugosłowianie – 472 (4,02%)
- Romowie – 68 (0,58%)
- Macedończycy – 41 (0,35%)
- Czarnogórcy – 15 (0,13%)
- Chorwaci – 6 (0,05%)
- Słoweńcy – 3 (0,03%)
- Muzułamanie – 3 (0,03%)
- Rusini – 2 (0,02%)
- Gorani – 2(0,02%)
- inni – 114 (0,97%)
- nie podano – 2 181 (18,56%)